# منتخب إستونيا للكريكت
منتخب إستونيا الوطني للكريكت (بالإستونية: Eesti kriketikoondis)‏ هو ممثل إستونيا الرسمي في المنافسات الدولية في الكريكت .

## وصلات خارجية
- الموقع الرسمي